# Торбьёрг Сигридюр Гюннлёйгсдоуттир
Торбьёрг Сигридюр Гюннлёйгсдоуттир (исл. Þorbjörg Sigríður Gunnlaugsdóttir; род. 23 мая 1978, Рейкьявик) — исландский политический и государственный деятель. Член партии «Возрождение». Министр юстиции Исландии с 21 декабря 2024 года. Депутат альтинга с 2020 года.

## Биография
Родилась в Рейкьявике 23 мая 1978 года. Родители: Гюннлёйгюр Йоунссон (Gunnlaugur A. Jónsson; род. 28 апреля 1952), профессор и Гюдрун Хельга Бринлейфсдоуттир (Guðrún Helga Brynleifsdóttir; род. 22 июня 1954), адвокат по обращению в Верховный суд.
Окончила Рейкьявикскую среднюю школу второй ступени (MR) в 1998 году.
В 2005 году окончила Исландский университет (HÍ) со степенью магистра права (cand. juris). В 2011 году окончила Колумбийский университет в США со степенью магистра права (LL.M.).
В 2002 году — председатель студенческого движения «Вака» в HÍ.
В студенческие годы работала в газете DV.
В 2004—2005 годах — член школьного совета MR.
В 2007—2008 годах — помощник прокурора и начальник управления главного управления полиции по насильственным преступлениям столичного округа, член правления убежища для женщин Kvennaathvarfið и совета ЮНИФЕМ в Исландии. В 2008—2009 годах — помощник судьи окружного суда Рейкьявика. 
С 2012 по 2013 год занималась исследованиями в Центре EDDA Исландского университета. 
В 2013–2015 годах — помощник прокурора. 
В 2015–2017 годах — декан юридического факультета Университете Биврёста и член совета Церкви Исландии по рассмотрению преступлений на сексуальной почве. 
В 2017 году — помощник министра социальных дел и равенства Торстейдна Виглюндссона и член правления центра для жертв насилия Bjarkarhlíð. 
В 2018–2020 годах — прокурор.

## Политическая карьера
Баллотировалась на парламентских выборах 2017 года под вторым номером в избирательном округе Рейкьявик-Север, не была избрана.
После отставки в апреле 2020 года Торстейдна Виглюндссона, назначенного генеральным директором компании Hornsteinn, заняла его место как депутат от партии «Возрождение» от избирательного округа Рейкьявик-Север. Была членом Комитета по общим вопросам и вопросам народного просвещения (2020–2021). На выборах 2021 года в том же округе возглавила список, была избрана. Была членом Комитета по окружающей среде и транспорту (2021—2024).
На выборах 30 ноября 2024 года возглавила список в избирательном округе Рейкьявик-Юг. Была избрана.
21 декабря назначена министром юстиции в коалиционном правительстве под руководством премьер-министра Криструн Фростадоуттир («Социал-демократический альянс»).

## Личная жизнь
Бывший муж — Аугуст Оулавюр Аугустссон (Ágúst Ólafur Ágústsson; род. 10 марта 1977), депутат альтинга в 2003–2009 и 2017–2021 годах от партии «Социал-демократический альянс», сын Аугуста Эйнарссона (Ágúst Einarsson; род. 11 января 1952), депутата альтинга в 1995–1999 годах.
Дети: Элисабет Уна (Elísabet Una; род. 2002), Криструн (Kristrún; род. 2005), Мария Гюдрун (María Guðrún; род. 2012).